# Schloss Wehen
Koordinaten: 50° 9′ 17″ N, 8° 11′ 7,6″ O

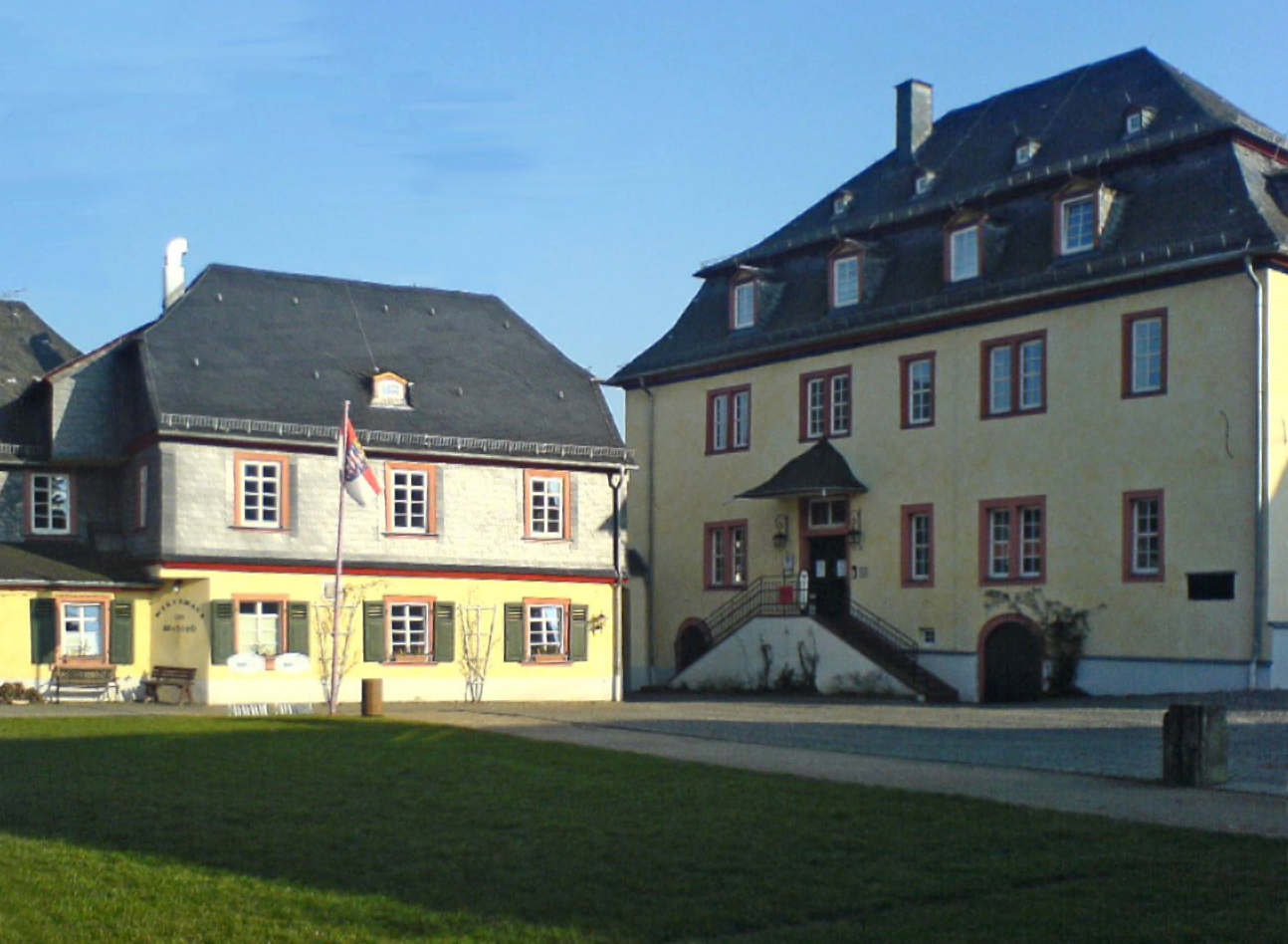
Das Wehener Schloss

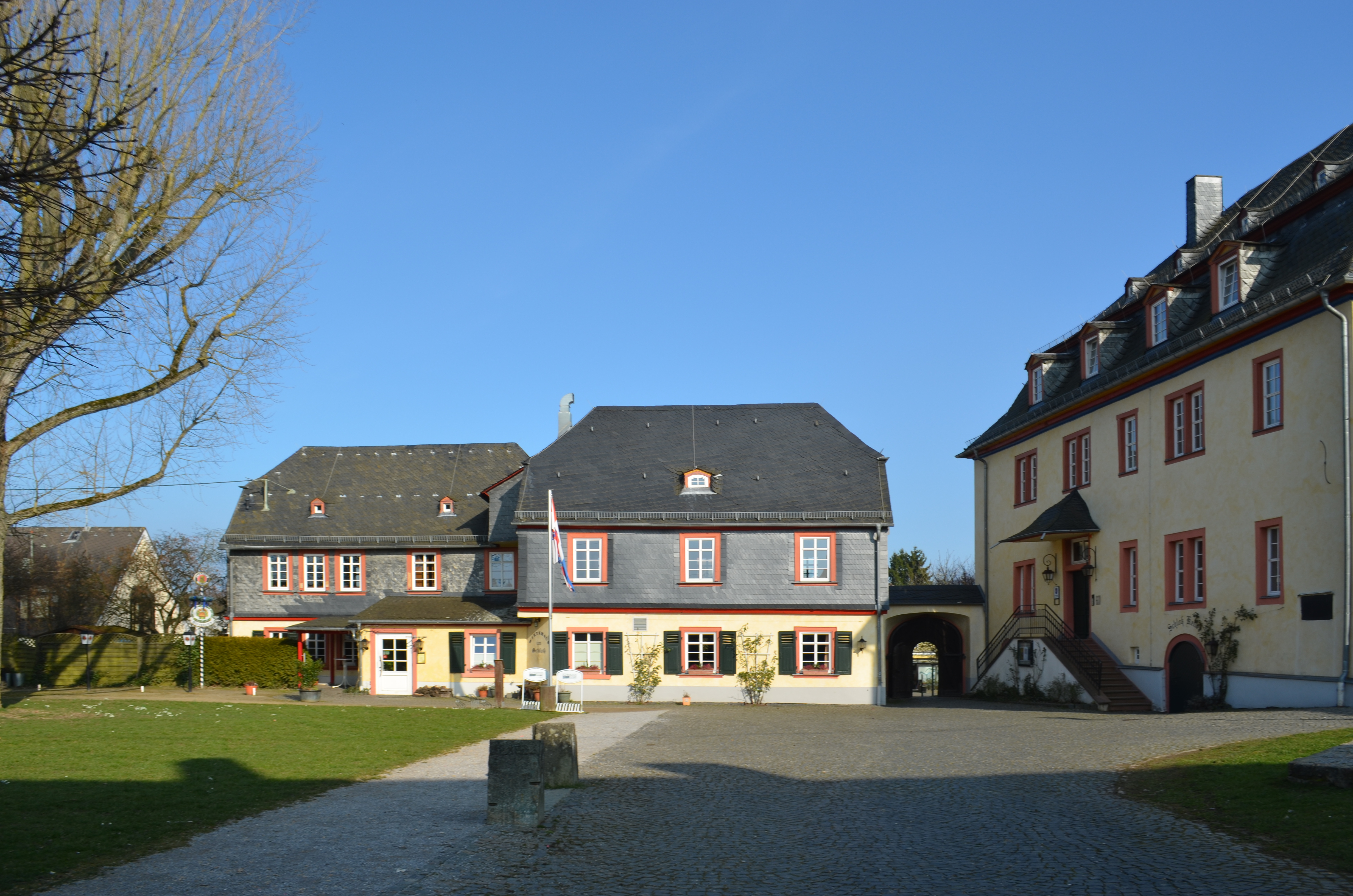
Das Wehener Schloss

Das Schloss Wehen ist ein auf einer mittelalterlichen Burg aufbauendes Schloss im Stadtteil Wehen von Taunusstein im hessischen Rheingau-Taunus-Kreis. Es liegt auf einer Höhe von 370 Metern über NHN in der Ortsmitte (Gerichtsstraße 6) östlich der denkmalgeschützten Evangelischen Kirche Wehen.

## Geschichte
Ein Adelsgeschlecht genannt de Wehena wurde 1227 urkundlich erwähnt (und erlosch 1518), der Ort Wehen selbst wurde 1285 erstmals genannt. Er erhielt 1323 von Kaiser Ludwig dem Bayern die Stadtrechte zugesprochen und wurde mit einer Stadtmauer versehen. Graf Gerlach I. von Nassau ließ den Ort befestigen und um 1330 eine Burg zur Absicherung seines Besitzes erbauen, möglicherweise auf einer früheren Turmburg des Ortsadelsgeschlechts aufbauend. Ab 1346 (Nassauische Erbteilung) fiel Wehen an Johann I. von Nassau-Weilburg. Die Anlage ist ab da als Gerichts- und Verwaltungssitz für den Wehener Grund (das Gebiet zwischen Kirberg, Idstein, Bad Schwalbach und Wiesbaden) nachgewiesen. 
Zwischen 1595 und 1611 erfolgten umfangreiche Instandsetzungsarbeiten, 1630 eine Erneuerung und ein Umbau der Nebengebäude und die Errichtung von zwei Torbögen. Die Befestigungen wurden dabei völlig abgetragen.
Im 16. und 17. Jahrhundert wurde die Anlage Witwensitz der Grafen von Nassau-Weilburg: Gräfin Anna von Weilburg (1541–1616) (Witwe von Albrecht von Nassau-Weilburg) von 1593 bis 1616 und ihre Schwiegertochter Elisabeth von Weilburg (1579–1655) mit Unterbrechungen durch Kriegshandlungen des Dreißigjährigen Krieges von 1629 bis 1655.
Nach dem Dreißigjährigen Krieg erfolgte ein Neuaufbau im 17. und 18. Jahrhundert zum fürstlichen Jagdschloss. 1769 war das Schloss Amtssitz des Wehener Amtmannes und Justizrates Carl Wilhelm Christian Ibell. 1780 wurde hier Karl von Ibell, der spätere Nassauische Regierungspräsident, geboren. Zwölf Jahre später war das Schloss Hauptquartier für Friedrich Wilhelm II. von Preußen, 1813 wurde es von General Ludwig Yorck von Wartenburg bewohnt. Im Schloss blieb das Amtsgericht bis 1943. Im Jahr 1967 wurde die Einfassungsmauer an der Weiherstraße abgebrochen und der alte Burggraben endgültig eingeebnet.
Das Schloss steht unter Denkmalschutz und beherbergt seit 1995 das Taunussteiner Museum sowie die Gaststätte „Wirtshaus im Schloß“.
Im Sommer 2018 wurden bei Bauarbeiten auf einem benachbarten Grundstück Mauern entdeckt. Vermutet wird ein Zusammenhang mit der ehemaligen Wehener Burg. 

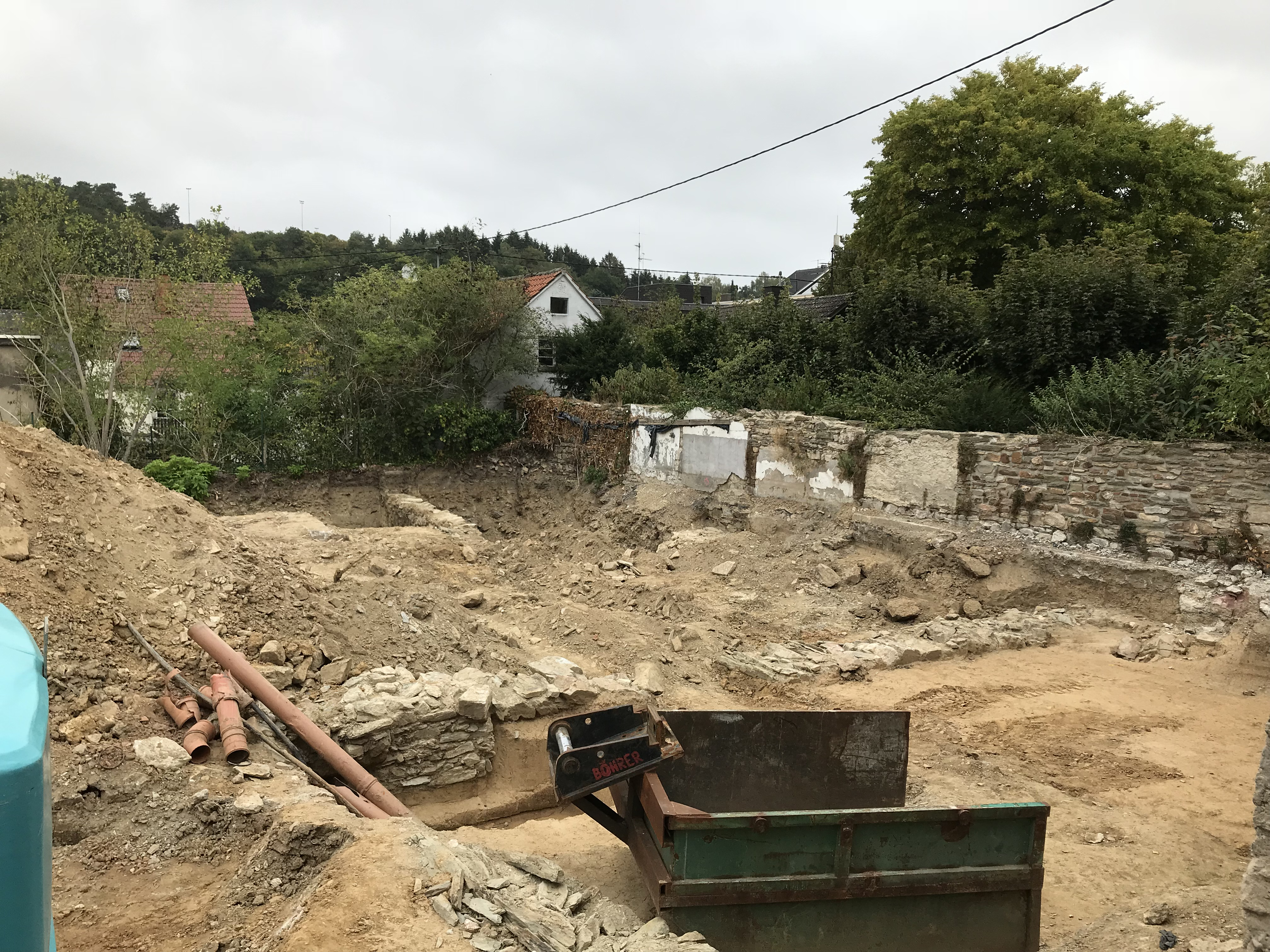
Grabungen am Wehener Schloss nach Mauerfund auf einer Baustelle

## Architektur
Die Schloss- bzw. Amtsgebäude (auf die die frühere Bezeichnung ebenso überging) gruppieren sich entlang der ehemaligen Stadtmauer um einen weitläufigen Hof. Das Herrenhaus des 18. Jahrhunderts ist wie schon beschrieben in seinen Grundmauern mittelalterlich. Es ist ein massiver und voluminöser Bau mit rechteckigem Grundriss, hat ein Mansardwalmdach und eine zweiläufige Freitreppe. Dem Nebengebäude ebenfalls aus dem 18. Jahrhundert mit verputztem Fachwerk und verschiefertem Obergeschoss ist ein Krüppelwalmdach aufgesetzt. Ein- und zweigeschossige Scheunen mit Satteldach begrenzen die Anlage.